# Рябинин-Андреев, Пётр Иванович
Пётр Ива́нович Ряби́нин-Андре́ев (27 мая (9 июня) 1905, Гарницы, Кижская волость Олонецкой губернии (ныне — Медвежьегорский район Республики Карелия) — 3 февраля 1953, Петрозаводск, Карело-Финская ССР) — русский сказитель, исполнитель и сочинитель былин.

## Биография
Родился в заонежской деревне Гарницы в семье потомственных исполнителей былин — Пётр Иванович был сыном Ивана Герасимовича Рябинина-Андреева и представлял уже четвёртое поколение сказителей.
В 1926 году, в возрасте 21 года на творчество Рябинина-Андреева впервые было обращено внимание: научные сотрудники Ленинградского института истории искусств записали четыре его былины. Был известен как сочинитель и исполнитель не только традиционных былин, но и новых псевдо-фольклорных произведений, получивших название новины. Новины стилистически восходили к традиционным былинам русского Севера, но их героями были вожди и деятели советского государства и коммунистического движения. В отличие от других известных сочинителей новин — таких, как Марфа Семёновна Крюкова, был грамотным, а потому заранее записывал текст новин и читал их со сцены по рукописи.
Впервые выступил с чтением своих произведений в Петрозаводске в 1926 году, позднее неоднократно выступал в Ленинграде и Москве. С 1938 года — член Союза писателей СССР. В 1939 году награждён орденом «Знак почёта». В 1940 году четыре новины Рябинина-Андреева были записаны и опубликованы отдельным изданием Карельским научно-исследовательским институтом культуры и государственным книжным издательством «Каргосиздат».
Во время Второй мировой войны сражался в рядах Красной армии и продолжал сочинять былины и песни о фронтовых подвигах; был награждён несколькими медалями.

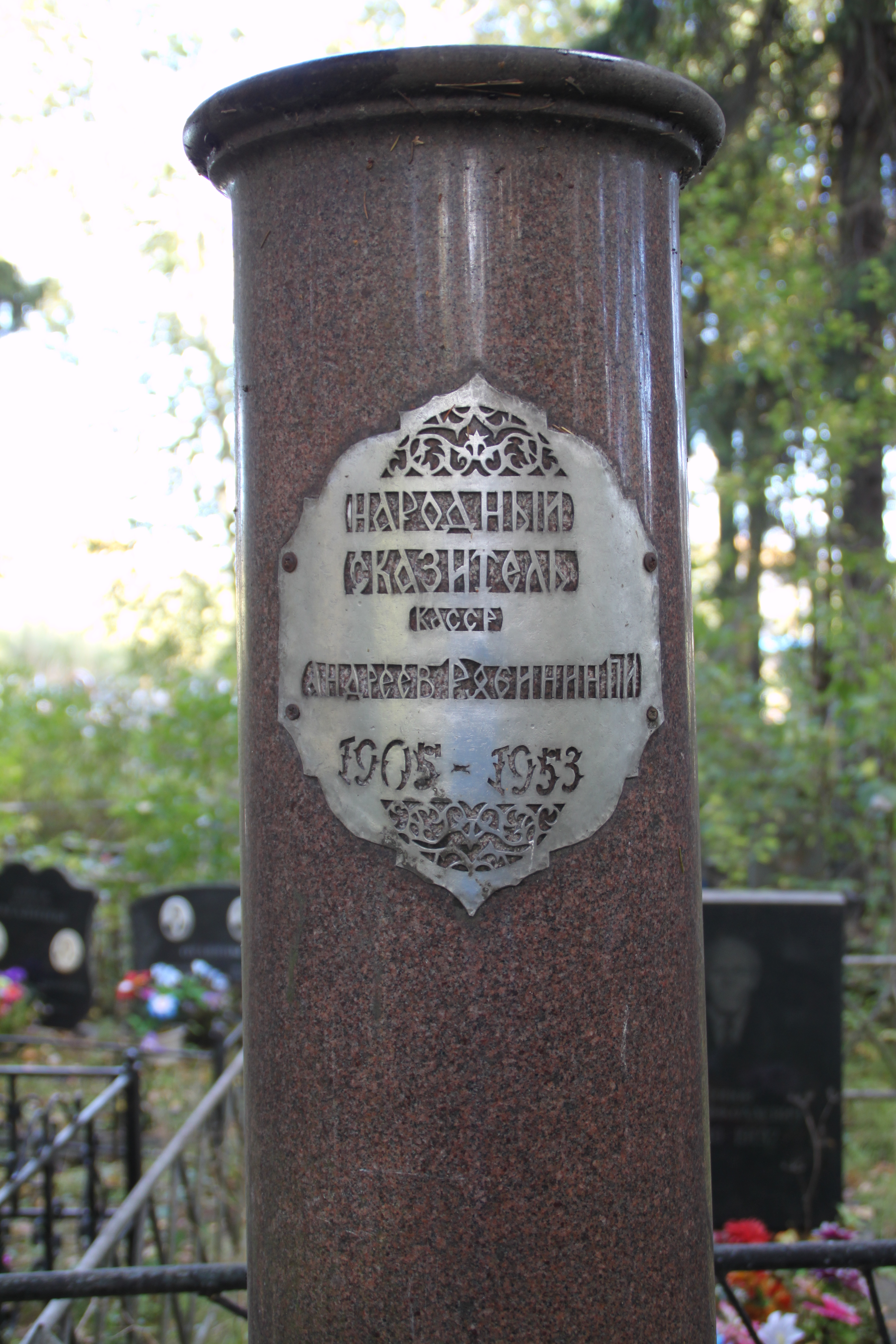
Могила П. И. Рябинина-Андреева на кладбище «Пески» в Петрозаводске

После войны жил в Петрозаводске.

## Новины
Сохранились четыре сочинённые Петром Ивановичем новины, вошедшие в сборник 1940 года: «Былина о Ворошилове», «Былина о Сталине», «Былина о Тойво Антикайнене» и «Былина о Чапаеве». Новины, сочинённые Рябинининым-Андреевым, сочетали традиционную былинную стилистику и лексику, но были ярко пропагандистскими по форме. При этом реальные исторические события трактовались весьма произвольно.
В «Былине о Ворошилове» рассказывается о том, как оказавшись на распутье трёх дорог, герой выбирает прямую — самую опасную (классический былинный сюжет). При этом, протагонист былины побеждает всех врагов, а на обратном пути встречает колхозников, рассказывающих Ворошилову о своей якобы благополучной жизни и готовности защищать страну от врагов. Новина «Былина о Сталине» повествует о том, как тот пообещал Ленину и Калинину очистить Россию от белогвардейцев, три дня и три ночи бился за Царицын и в результате выполнил обещание. В «Былине о Тойво Антикайнене» говорится о том, как тот изгнал армию генерала Ильмаринена из Карелии. «Былина о Чапаеве» написана по традиционным былинным и сказочным канонам — герой в ней умеет плавать, как щука, бегать, как волк, и летать, как сокол, но с добавленной политической составляющей.
В былинах Рябина-Андреева используются строки, состоящие из десяти — тринадцати слогов, для попадания в размер используются слова-втычки, например ай, да, ведь, ли и так далее. В качестве эпитетов героев и их противников используются постоянно повторяющиеся эпитеты: добры молодцы с белыми руками и сердцами богатырскими и тому подобные, а антигерои — чёрные вороны. Автор использует повторение предлогов, тавтологические обороты, инфинитивы с окончанием -ти, возвратную частицу -ся.
В новинах Рябинина-Андреева постоянно встречаются политические пропагандистские лозунги, среди которых — необходимость защиты страны от врагов, утверждения о непобедимости русских. В новине о Тойво Антикайненене также слышна антирелигиозная пропаганда — герой говорит своим товарищам, что не стоит молиться ни Богу, ни Деве Марии, когда в руках винтовки и пистолеты. В былине о Чапаеве используются нетрадиционные для былин, но обыденные для политической пропаганды тех лет обороты: «Не забудет власть Советов моих детушек,/ Помощь даст до полного до возраста». В былине о Ворошилове также: «Расскажите мне, удалы добры молодцы,/ Добры молодцы, колхозные стахановцы,/ Как справляетесь с заданием правительства?» Встречаются не характерные для классических былин обороты: «трудовой народ», «народ пролетарский», «бандиты белофинские» и так далее.
Произведения Рябинина-Андреева отличается от творчества другой известной сочинительницы новин — Марфы Семёновны Крюковой. В отличие от неё, он редко прибегал к анафоре и анадиплосису. Также в отличие от Крюковой, Пётр Иванович редко импровизировал при чтении своих былин, идя вслед за раз написанным текстом. Фактически, его новины представляли собой переделки классических былинных сюжетов — его герои сражались с врагами и побеждали их так же, как их средневековые прообразы.

## Публикации
- Былины П. И. Рябинина-Андреева / Подготовка текстов к печати, примечания В. Базанова. Под редакцией А. М. Астаховой. — Петрозаводск: Каргосиздат, 1940. — 143 с.
- П. И. Рябинин Андреев. Былины // Онежские былины. — Москва, 1948. — С. 415—461.
- П. И. Рябинин-Андреев. Былины // Былины Севера. — Москва—Ленинград, 1951. — Т. 2. — С. 162—259.